# Huitzilíhuitl
Huitzilíhuitl (del náhuatl: Witsilihwitl ‘la pluma de colibrí’‘witsilin, colibrí; ihwitl, pluma’) fue el segundo huey tlatoani mexica, el cual gobernó desde 1391 al 1415; Huitzilíhuitl también fue el cuarto hijo de Acamapichtli, su antecesor en el trono mexica y fue elegido según las crónicas porque era un mancebo de corazón noble, apacible y de buenas costumbres.
Ya una vez convertido en tlatoani de Tenochtitlan, su primera decisión política fue de suma importancia, contrajo matrimonio con la hija de Tezozómoc, tlatoani de Azcapotzalco, con lo cual consiguió que los tributos se redujeran a meras entregas simbólicas. A cambio Huitzilíhuitl prestó a su suegro un gran servicio: los aztecas conquistaron varios pueblos vecinos, como Chalco y Cuautitlán, a nombre de los tepanecas de Azcapotzalco, de quienes, con todo y el júbilo causado por la boda real, seguían siendo vasallos.
Mucho muy breve, prosigue la crónica, le pareció a los aztecas el tiempo que gobernó Hutizilíhuitl, pues murió a los 35 años de edad. Se dice que al morir dejó su reino en orden y dictó varias leyes, formó un ejército para la tierra y otro para el agua. En realidad Huitzilíhuitl fue el primer tlatoani guerrero, inició a su pueblo en el gusto por la guerra, la vida militar y las conquistas.
Gracias a su ayuda, Tezozómoc, su suegro, se transformó en el señor más poderoso del Valle de México; además consiguió que los tributos fueran simbólicos. Inició las conquistas.